# Gibborissoa
Gibborissoa là một chi ốc biển, là động vật thân mềm chân bụng sống ở biển trong họ Litiopidae.

## Các loài
Các loài trong chi Gibborissoa gồm có:
- Gibborissoa mirabilis (Philippi, 1849)[2]
- Gibborissoa virgata [3]